# Змішана республіка
Змішана республіка (синоніми та різновиди: напівпрезидентська, семіпрезидентська — калька з англійської, президентсько-парламентська) — форма державного правління, яка поєднує ознаки президентської і парламентської республік, а саме: як і у президентській республіці главу держави обирає народ шляхом прямих виборів або колегія виборців, повноваження президента ширші і вагоміші, ніж у парламентській республіці (можливість втручання у законотворчий процес як суб'єкта законодавчої ініціативи, право вето на акти парламенту; право видавати нормативно-правові акти); свої повноваження президент здійснює безпосередньо (у напівпрезидентських республіках) або через уряд (у напівпарламентських республіках); президент призначає прем'єр-міністра (главу уряду) лише за згодою парламенту; президент, як правило, є головнокомандувачем збройних сил, визначає військову доктрину держави, є окремим органом державної влади; уряд несе подвійну відповідальність — перед президентом і парламентом, які можуть виявити йому недовіру і відправити у відставку. У більшості змішаних республік використовується інститут контрасигнатури, коли частина актів президента має бути контрасигнована главою уряду, який несе за них відповідальність перед парламентом.
У сучасний період змішана форма республіки є найпоширенішою. Прикладом такої форми республіки є Франція, Румунія, Україна тощо

## Змішані республіки
- Азербайджан
- Республіка Конго
- Гвінея-Бісау
- Мавританія
- Мозамбік
- Намібія
- Палестина
- Перу
- Росія
- Сенегал
- Південна Осетія
- Сирія
- Республіка Китай
- Придністров'я
- Алжир
- Буркіна-Фасо
- Кабо-Верде
- ДР Конго
- Східний Тимор
- Єгипет
- Франція
- Гаїті
- Литва
- Мадагаскар
- Малі
- Монголія
- Нігер
- Північний Кіпр
- Португалія
- Румунія
- Сан-Томе і Принсіпі
- Шрі-Ланка
- Туніс
- Україна

### Україна
Згідно зі статтями 5, 6 Конституції України, ухваленої 1996 p., Україна є республікою. Носієм суверенітету і єдиним джерелом влади в Україні є народ, який здійснює свою владу безпосередньо і через органи державної влади й органи місцевого самоврядування. Державна влада здійснюється на засадах її розподілу на законодавчу, виконавчу і судову. Повноваження відповідних органів державної влади визначаються Конституцією та іншими законодавчими актами України, зміст яких дозволяє визначити Україну як змішану, парламентсько-президентську республіку. Зокрема, про це свідчить наступне:
- єдиним органом законодавчої влади в Україні є парламент — Верховна Рада України, яка обирається строком на п'ять років;
- Верховна Рада України має право усунути Президента України з поста у порядку особливої процедури (імпічменту);
- Президент України є главою держави, обирається строком на п'ять років; призначає за згодою Верховної Ради України Прем'єр-міністра України; припиняє його повноваження й ухвалює рішення про його відставку; призначає за поданням Прем'єр-міністра членів Кабінету Міністрів України; скасовує акти Кабінету Міністрів України;
- Кабінет Міністрів України є вищим органом у системі органів виконавчої влади, відповідальний перед Президентом України, підконтрольний та підзвітний Верховній Раді України;
- правосуддя в Україні здійснюється виключно судами.

Для подолання гострої кризи 8 грудня 2004 року Верховна Рада ухвалила Закон України № 2222-IV «Про внесення змін до Конституції України» та (в пакеті до нього) про внесення змін до закону про вибори Президента (останні дозволили провести переголосування 2-го туру виборів Президента). Того ж дня Президент України Леонід Кучма підписав ці документи.
Закон на основі проєкту Симоненка—Медведчука про зміни до Конституції (про політичну реформу) передбачав перехід від президентсько-парламентської до парламентсько-президентської форми правління, формування уряду коаліцією депутатських фракцій, подовження терміну повноважень Верховної Ради до 5 років. Згідно з прикінцевими та перехідними положеннями закону, він мав набрати чинності з 1 вересня 2005 року в разі, якби на той час були ухвалені зміни до Конституції стосовно реформування системи місцевого самоврядування (законопроєкт 3207-1). Позаяк до 1 січня 2006 року ці зміни не були ухвалені, то (згідно з прикінцевими та перехідними положеннями) закон набув чинності самостійно з 1 січня 2006 року.
Після приходу до влади Віктора Януковича і Партії Регіонів 1 жовтня 2010 року Конституційний Суд України визнав таким, що не відповідає Конституції України, Закон «Про внесення змін до Конституції України» від 8 грудня 2004 року № 2222-IV у зв'язку з порушенням процедури його розгляду та прийняття. Згідно з рішенням КС, відповідний закон № 2222 втрачає чинність з дня ухвалення Конституційним Судом цього рішення. Конституційний Суд України поновив чинність Конституції 1996 року та звернувся до органів державної влади з вимогою невідкладно привести українське законодавство у відповідність до Основного Закону в редакції від 28 червня 1996 року.